# Professor Layton and the Azran Legacy
Professor Layton and the Azran Legacy, conegut al Japó com a Professor Layton and the Legacy of Super Civilization A (レイトン教授と超文明Aの遺産, Reiton-kyōju to Chō-Bunmei Ē no Isan, literalment El professor Layton i el llegat de la civilització A), és un videojoc de trencaclosques i d'aventura gràfica desenvolupat per Level-5 per a Nintendo 3DS el 2013. És el sisè títol de la sèrie Professor Layton i l'últim que inclou el professor Layton com a protagonista.

## Jugabilitat
Semblant als jocs predecessors, Professor Layton and the Azran Legacy és un videojoc de trencaclosques dividit en episodis. El videojoc segueix el professor i els seus amics mentre exploren diversos espais i resolen puzles. La jugabilitat és semblant a la de Professor Layton and the Miracle Mask, entrega en la qual els jugadors fan servir el llapis en la pantalla tàctil per investigar els escenaris i resoldre els puzles. En algunes zones, es pot fer zoom amb la lupa per observar els indrets més detalladament. El videojoc inclou més de 500 puzles, 365 dels quals (un per dia des del llançament) estan disponibles a través de Nintendo Network. Existeixen monedes que es poden fer servir per comprar pistes durant la resolució d'un puzle. The Azran Legacy inclou també tres minijocs, disponibles quan s'avança en la història principal: un parterre de flors, un recorregut de nous, i un minijoc de moda. Durant la història, el jugador viatja arreu del món, per països com els Estats Units, Sud-àfrica o Rússia.

## Argument
Després de Professor Layton and the Miracle Mask, el llegat de l'antiga civilització Azran està custodiat per una organització anomenada Targent, que vol utilitzar el poder dels Azran per als seus propis objectius. A més, en Jean Descole, rival de Targent, també vol el poder dels Azran, cosa que origina el conflicte per obtenir el llegat de la civilització Azran. La història comença quan en Layton, en Luke i l'Emmy s'embarquen al dirigible Bostonius, on es reuneixen amb el professor Sycamore, un eminent arqueòleg que es vanta d'haver trobat una mòmia vivent de la civilització en qüestió. Tots plegats viatgen fins a la vila de Froenberg, situada a l'Àrtida, per veure la mòmia. Després d'alliberar-la del gel s'adonen que ha perdut la memòria. Comencen la investigació arreu del món per descobrir la veritat de la civilització Azran.

## Recepció
El videojoc va tenir una bona acollida per part dels mitjans especialitzats, amb una nota mitjana de 81 a Metacritic. Gamerologies va destacar-ne la banda sonora i la seva longeva jugabilitat, atorgant-li una puntuació de 8 sobre 10.